# Bobastro

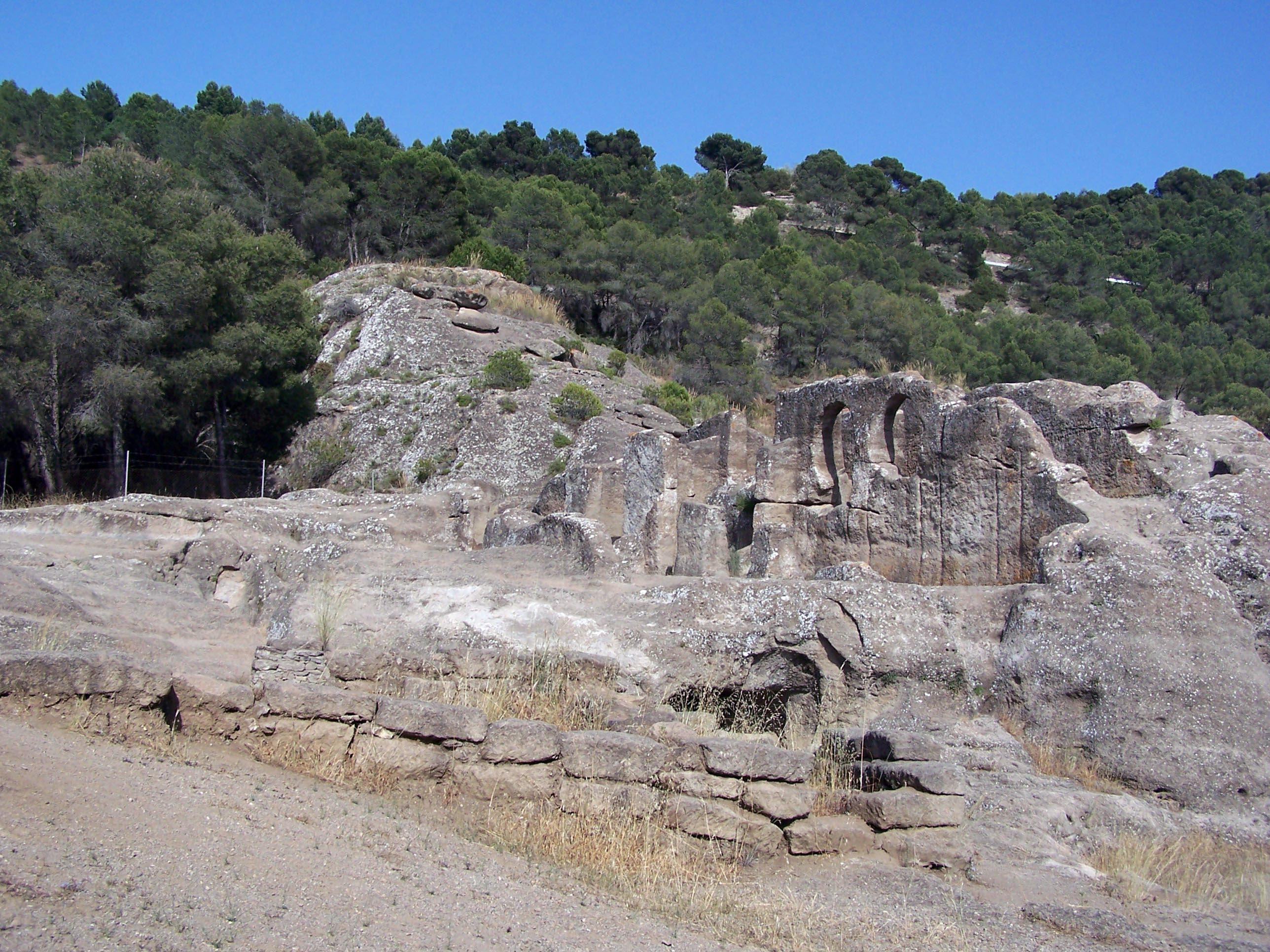
Vista de la iglesia rupestre desde el noroeste.

Bobastro es un antiguo poblado situado en el norte de la provincia de Málaga (España), donde Omar ben Hafsún estableció la capital de sus dominios, en 880, al sublevarse contra el emir de Córdoba. Tras su conquista, Abderramán III hizo enviar y leer en todas las mezquitas una carta jactándose de haber acabado con Bobastro, centro de la rebelión, a la que describe como «base del politeísmo, morada de infidelidad y mentira, gloria y refugio de la cristiandad que allí se acogía y descansaba». Poco después de esta victoria Abderramán III se proclamó califa. Todo ello da fe de la importancia de este núcleo de resistencia en al-Ándalus de que se hacen eco las propias fuentes árabes, caracterizadas estas por el silencio con el que trataban a todo lo que afectaba a los cristianos en su territorio. Existe otra teoría que sitúa a Bobastro en la ciudad de Ronda. Destacan las construcciones excavadas en la roca, incluyendo una iglesia rupestre mozárabe y un castillo.
El acceso se realiza desde la carretera Álora-Ardales, unos 2 km al norte de El Chorro y del lado sur del desfiladero de los Gaitanes. Desde allí, una pista asfaltada sube al cerro de Las Mesas de Villaverde, pero a medio camino está el acceso peatonal a parte de las ruinas de Bobastro. En la cima del cerro, desde donde se disfrutan muy buenas vistas del entorno, encontramos los restos de una fortificación. Sorprende encontrarse con un embalse de agua en lo más alto, al que se bombea agua de noche para conseguir electricidad durante el día.

## Excavaciones
Aunque no se conservan muchas referencias históricas sobre la ubicación exacta de Bobastro, fue en 1869 cuando el historiador Francisco Javier Simonet estudió la población en el paraje denominado Mesas de Villaverde, de difícil acceso sobre el río Guadalhorce. Varias décadas más tarde, en 1927, Cayetano de Mergelina descubrió las ruinas de la posible basílica episcopal de Bobastro, tallada en piedra arenisca. Desgraciadamente se ha perdido una gran parte de lo que pudieron observar Simonet y Mergelina, a excepción de la gran iglesia mozárabe, por su estructura pétrea.

## Iglesia mozárabe rupestre de Bobastro
Omar ben Hafsún se refugió en Bobastro a fines del siglo IX al rebelarse contra el emir de Córdoba. Su conversión al cristianismo en el 899 explica la construcción de esta iglesia, excavada en la roca probablemente por tradición eremítica y realizada a fines del siglo IX o a principios del siglo X. 
Es la única basílica de origen mozárabe que se conoce de al-Ándalus. Fue destruida por Abderramán III, cuando, después de resistir como territorio independiente durante más de 50 años a los intentos cordobeses, fue conquistada el 19 de enero de 928.
Excavada en roca arenosa, es de planta basilical, con tres naves separadas por arcos de herradura, transepto y cabecera de tres ábsides, el central en arco de herradura y los laterales rectangulares. Perfectamente orientada al este, tiene una longitud aproximada de 16,50 m de largo por 10,30 m de ancho. En la zona se encuentran restos de otros edificios que pertenecieron a otros habitantes que se refugiaron allí.

## Monasterio
Durante las excavaciones de 1986 se pusieron al descubierto los restos de uno de los primeros monasterios conocidos de la provincia de Málaga, clasificado por su excavador como Monasterio mozárabe suburbano, al estilo de los que había en Córdoba.
Los resultados de la excavación presentan al monasterio, edificado con anterioridad a la iglesia, como un gran recinto rectangular en torno a un gran patio. En este espacio central del recinto monacal se ubica un aljibe para almacenar agua y un silo para granos. Unos peldaños labrados en la roca daban acceso al conjunto formado por la iglesia y el monasterio, que contaba con una necrópolis, como se puede deducir de la existencia de tumbas excavadas en la roca. En las cercanías se encuentran numerosas cuevas que podían haber sido refugio de antiguos eremitas, antecesores como en otras ocasiones de una vida cenobítica organizada.